# Dionisio Gamallo Fierros
Dionisio Gamallo Fierros (Ribadeo, 25 de agosto de 1914-Madrid, 16 de enero de 2000) fue un escritor polígrafo español, nieto del pintor Dionisio Fierros.

## Trayectoria

### Formación y primeras publicaciones
Estudió primero en Ribadeo y después en Lugo, para pasar más tarde a estudiar Derecho en la Universidad de Santiago de Compostela, licenciándose en 1936. Posteriormente terminó Filosofía y Letras en 1941 en la Universidad de Valladolid.
Colaboró en Ya, Arriba, Informaciones, El Español y La Estafeta Literaria, entre otras publicaciones. 
A partir de 1945 fue profesor ayudante de Geografía e Historia en la Universidad de Santiago de Compostela, profesor de Literatura Española en los Institutos Ramiro de Maeztu y Lope de Vega en Madrid, profesor y director del Instituto Laboral en Ribadeo y profesor en la Escuela Oficial de Periodismo de Madrid. Posteriormente, accedió al claustro de la Universidad de Oviedo, ciudad en la que residió en un piso de la calle de Uría (Oviedo), trabando amistad con el académico Emilio Alarcos. Experto en la obra de Rosalía de Castro, sus investigaciones dieron nueva luz a la interpretación de su obra. También investigó en profundidad la obra de Manuel Curros Enríquez. Amigo de Dámaso Alonso, colaboró con la Real Academia Española. Fue miembro del RIDEA.